# شوخی‌های عجیب و غریب بیماران
شوخی‌های عجیب و غریب بیماران (انگلیسی: Peculiar Patients' Pranks) یک فیلم کمدی صامت کوتاه به کارگردانی هال روچ است که در سال ۱۹۱۵ منتشر شد. از بازیگران این فیلم می‌توان به هارولد لوید، اسناب پالرد و ببه دنیلز اشاره کرد. نسخه‌ای از این فیلم امروزه در دسترس است.